# Toray Pan Pacific Open 2002 - Doppio
Il doppio del torneo di tennis Toray Pan Pacific Open 2002, facente parte del WTA Tour 2002, ha avuto come vincitrici Lisa Raymond e Rennae Stubbs che hanno battuto in finale Els Callens e Roberta Vinci con il punteggio di 6–1, 6–1.

## Teste di serie
1. Lisa Raymond /  Rennae Stubbs (campionesse)
2. Cara Black /  Elena Lichovceva (primo turno)

1. Nicole Arendt /  Liezel Huber (primo turno)
2. Els Callens /  Roberta Vinci (finale)

## Tabellone

### Legenda
| - Q = Qualificato - WC = Wild card - LL = Lucky loser | - ALT = Alternate - SE = Special Exempt - PR = Protected Ranking | - w/o = Walkover - r = Ritirato - d = Squalificato |